# Зелёный фонд Екатеринбурга

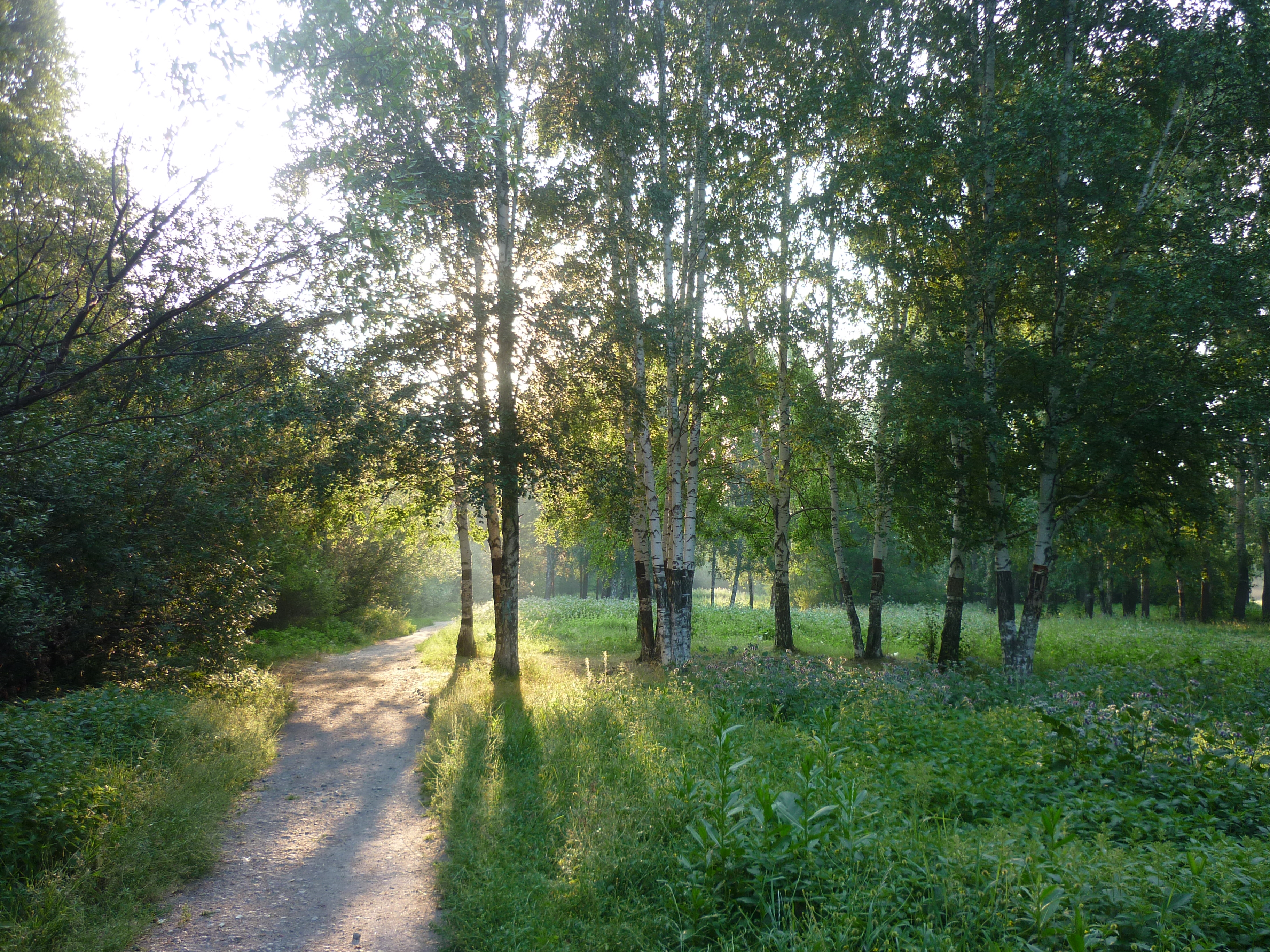
В парке им. 50-летия ВЛКСМ («Собачий парк»)

Зелёный фонд города Екатеринбурга занимает площадь 24,2 тыс. га. Площадь естественных лесных массивов лесопарковой зоны в настоящее время составляет 14,9 тыс. га. Зелёное кольцо из 15 лесопарков, подобных которым не имеет ни один другой город России, представляет исключительно мощный и технически незаменимый биологический фильтр города. Наиболее посещаемы горожанами Шарташский, Уктусский и Юго-Западный лесопарки.

## Лесопарки
Все они имеют статус особо охраняемых природных территорий (ООПТ) областного значения:
- Железнодорожный (536 га)
- Шувакишский (2098 га)

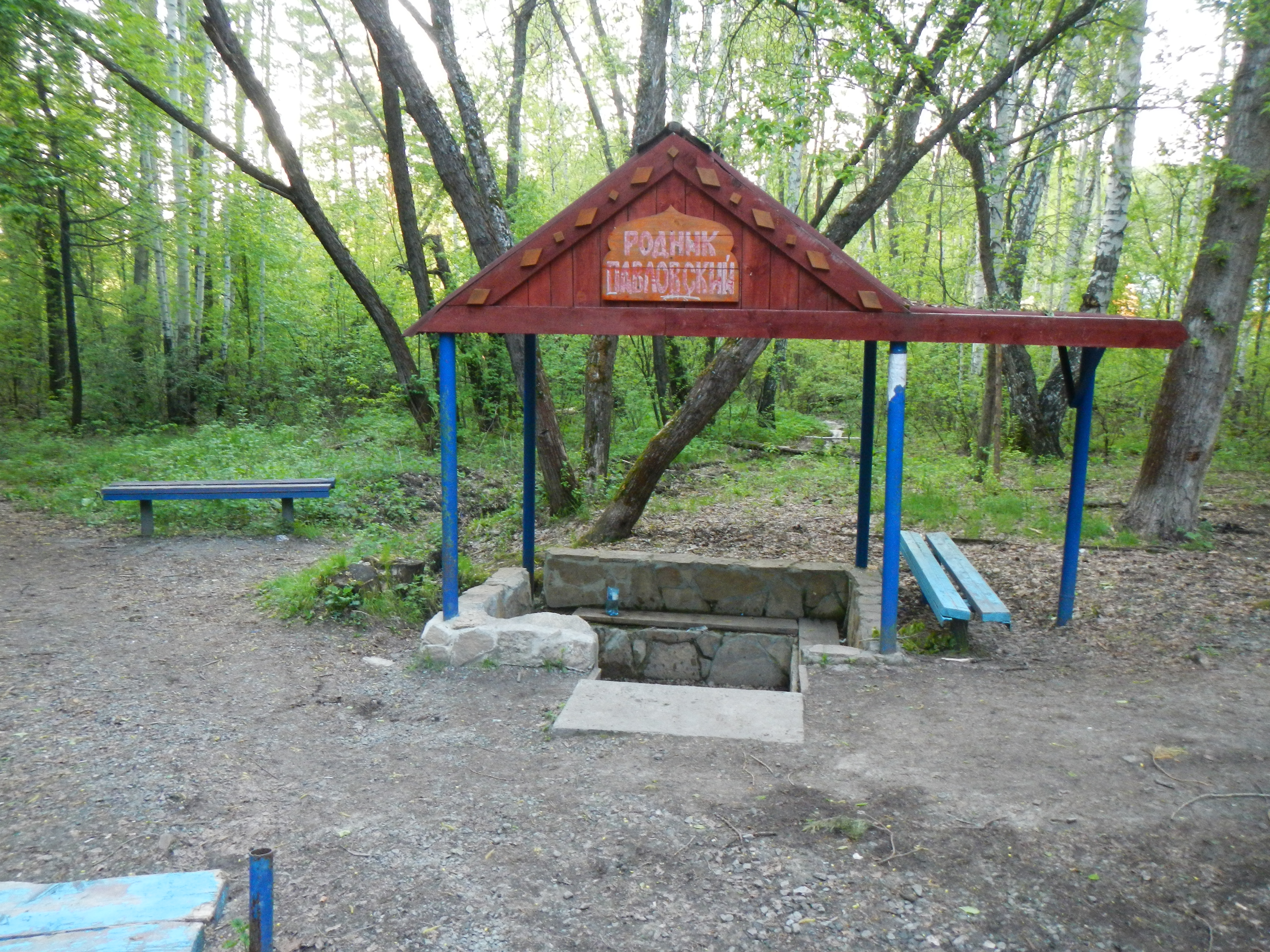
Павловский родник в Московском лесопарке

- Лесопарк им. Лесоводов России (945 га)
- Уктусский (449 га)
- Шарташский (753 га)
- Центральный лесопарк (106 га)
- Оброшинский (859 га)
- Юго-Западный (618 га)
- Южный (2177 га)
- Санаторный (553,28 га)
- Мало-Истокский (10,8 га)
- Карасье-Озерский (472 га)
- Нижне — Исетский (1670 га)
- Калиновский (1114 га)
- Московский (343 га).

7 декабря 2017 года на базе Шарташского лесного парка было создано государственное бюджетное учреждение «Шарташский лесной парк».

## Парки и скверы
20 июня 2008 года Глава города утвердил Перечень парков и скверов муниципального образования «город Екатеринбург» для организации особо охраняемых природных территорий (ООПТ) местного значения из 21 объекта, однако статус ООПТ 27 октября 2009 получили только 9 из них:
- Парк Камвольного комбината, в границах улиц Ферганской — Патриса Лумумбы
- Парк «Зеленая роща», в границах улиц Народной воли — Шейнкмана
- Парк, в границах улиц Патриса Лумумбы — Аптекарской — Газетной — пер. Коллективного
- Парк-стадион завода Химмаш, в границах улиц Дагестанской и Нижне-Исетского пруда
- Парк имени Павлика Морозова, в границах улиц Белинского — Луначарского — Народной Воли
- Парк имени Энгельса, в границах улиц Малышева — Бажова
- Парк имени 50-летия Советской власти, в границах улиц Декабристов — Народной Воли — Мичурина
- Сквер по улице Шаумяна, в границах улиц Шаумяна — Белореченской — Ясной
- Бульвар по улице Ферганской, в границах улиц Ферганской — Титова — переулка Сызранского
- Сквер имени купцов Агафуровых (в границах улиц Шейнкмана — Сакко и Ванцетти)[4].

Ещё 5 парков получили статус ООПТ 28 мая 2013:
- Парк им.50-летия ВЛКСМ, в границах улиц Шаумяна — Ясной (часть парка не получила этот статус и была застроена)[6]
- Парк по улице Чкалова, в границах улиц Академика Бардина — Чкалова — Громова[7]
- Парк «Семь ключей», в границах улиц Ангарской — Технической — Дружининской
- Парк Турбомоторного завода, в границах улиц Бабушкина — Стачек — пер. Калиновского[8]
- Парк им. XXII Партсъезда, в границах Верх-Исетского бульвара — улицы Хомякова — пер. Гаринского, часть парка в ООПТ не вошла и будет вырублена под автодорогу[9]

ещё два — 12 августа 2013:
- Дендрологический парк-выставка, в границах улиц 8 Марта — Куйбышева — Радищева
- Дендрологический парк-выставка, в границах улиц Мира — Первомайская — Софьи Ковалевской

Оставшимся пяти этот статус, по состоянию на осень 2013 года так и не придан:
- Исторический сквер, в границах просп. Ленина — улиц Малышева — Горького — Воеводина
- Парк по улице Блюхера, в границах улиц Блюхера — Флотской, часть парка уже отдана под ресторан быстрого питания
- Парк Коммунаров, в границах Верх-Исетского бульвара — улиц Репина — Кирова (планируется реконструкция и сокращение парка)
- Сквер у Оперного театра, в границах просп. Ленина — улиц Мамина-Сибиряка — Красноармейской (планируется реконструкция и сокращение сквера)
- Парк Уралмашзавода, в границах улиц Кировградской — Машиностроителей

Содержание и обустройство 16 городских парков закреплены за учреждением МБУ «Екатеринбургское лесничество».
Кроме этого, в городе пока остается ряд других парков, скверов и зеленых зон, на 2013 год имеющих по данным Росреестра статус «земельные участки, занятые скверами (парками)» (по классификатору земли «общего пользования (уличная сеть)», либо «Для объектов жилой застройки»), однако Городская дума и Администрация города неоднократно сокращали их территории, вырубая деревья (примеры приводятся ниже):
- сквер у Пассажа, по проспекту Ленина — улицы Вайнера (почти полностью вырублен в 2012, несмотря на протесты общественности[13])
- сквер на углу улиц Белореченская — Шаумяна
- сквер между улицами Бардина (у дома № 19) и Онуфриева (№ 24/1)
- Ботанический сад УрО РАН в конце ул. 8 Марта (площадь частично сокращена)
- сквер по улице Клары Цеткин (перед Вознесенским храмом)
- сквер по улицам Первомайской — Луначарского (площадь Советской Армии)
- Никаноровская роща, в границах улиц Газетной — Патриса Лумумбы — пер. Сухумского — ул. Аптекарской — пер. Коллективного
- Центральный парк культуры и отдыха имени Маяковского — имеет статус «городские леса» и "Для размещения лесопарков (рекреация без капитальных сооружений)
- Сквер по просп. Ленина — улице Мира (площадь Кирова)
- сквер на углу улицы Челюскинцев — проспекта Космонавтов
- Лесопарк в конце улицы Техническая, близ трамвайного кольца «Семь ключей»
- «Сагайдак-парк» по улицам Бебеля — Таватуйской — Теплоходной
- Основинский парк (1/3 парка была вырублена в 2006 и отдана под ТРЦ «Парк хаус»), оставшаяся часть благоустраивается под Парка досуга и отдыха «Сказы Бажова»
- Сквер по ул. Челюскинцев, перед Управлением железной дороги
- сквер на площади Субботников, улицы Кирова — Заводская
- лесопарк на ул. Репина — Зоологическая (3/4 отдано под ТРЦ «Радуга», несмотря на протесты[14])

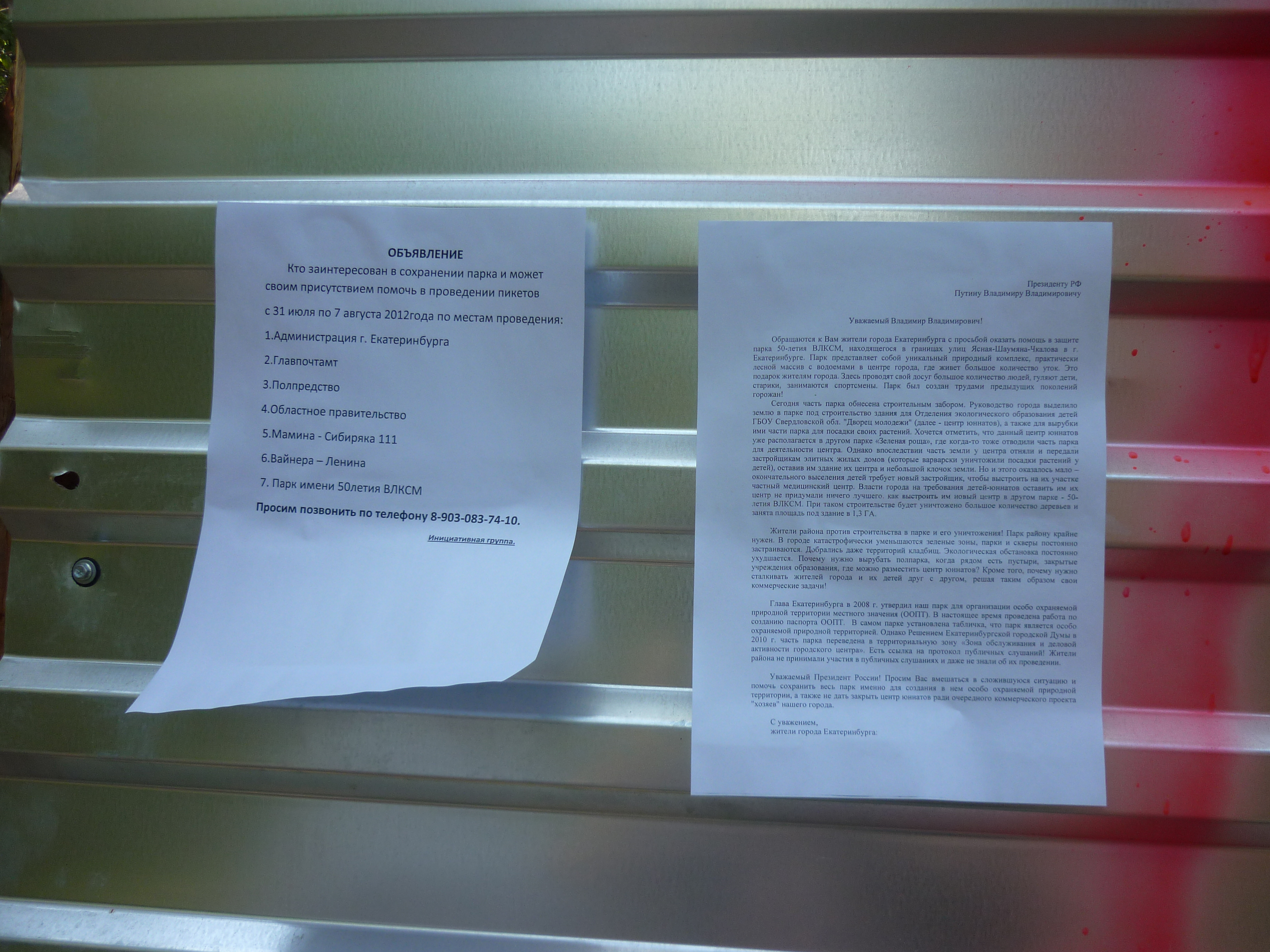
Воззвание к жителям города против застройки «Собачьего парка» (слева) и обращение к Владимиру Путину (справа)

Статус других зеленых зон вообще не определён и они могут быть отданы под застройку (либо уже отданы):
- Сквер на площади Труда с фонтаном «Каменный цветок» (вырубка под строительство церкви отменена из-за мощного протеста горожан[15])
- Сквер за кинотеатром «Космос» по ул. Никонова — Лермонтова до станции метро «Динамо» (половина выделана под гостиничный комплекс с подземной автостоянкой)
- Сад имени Вайнера по ул. Первомайской — отдан под общественно-деловую застройку (продолжаются протесты жителей)
- Сквер к северу от Храма на Крови, между ул. Толмачева и К. Либкнехта
- Сквер на Октябрьской площади, перед Драмтеатром, по ул. 8 Марта
- Сквер Литературного квартала, по ул. Первомайская — Толмачева, определён «под объект коммунально-складского хозяйства»
- Сквер перед Северным автовокзалом (определен под застройку)
- Сквер на ул. Опалихинской в районе Заречный
- Сквер у бывшего ДК станции Сортировочная, по улицам Коуровская — Ватутина (1/3 вырублена для размещения административных зданий, несмотря на протесты жителей[16])
- участок соснового леса по ул. Ясной — Бардина, отдан под клинику по лечению сахарного диабета
- Парк имени Архипова по ул. Бардина (планируется частичная застройка)
- парк между улицами Академика Шварца и Фучика (у ТРЦ «Дирижабль») (со сторны ул. 8 Марта застроен)
- Сквер на площади перед заводом Химмаш, в конце улицы Инженерная
- берега реки Исеть, на которых в 1970-е годы планировалась сплошная зелёная зона, постепенно застраиваются, определён под сквер только один участок к югу от ул. Малышева
- сквер между ул. Кирова и Долорес Ибаррури (частично сокращен под трамвайную линию)
- сквер по ул. Татищева, перед домом № 77 (планируется к вырубке под расширение улицы)
- сквер на углу ул. Крауля и Викулова — планируется для размещения станции метро и рабочего ствола второй линии метрополитена
- лесопарк Васькина горка, по ул. Репина — Начдива Васильева — вырублен для строительства комплекса передающего центра

а также ряд других.
21 февраля 2018 года парк, расположенный в границах улиц Городской — Фигурной в городе Екатеринбурге, получил наименование «Парк имени Владислава Агафонова».
27 февраля 2018 года парк, расположенный в границах улицы Академика Бардина — улицы Амундсена — проезда Решетникова, получил наименование «Парк имени Константина Архипова».

## Бульвары
- Верх-Исетский бульвар
- Бульвар Денисова-Уральского
- Бульвар Есенина
- Бульвар Культуры
- Бульвар архитектора Малахова
- Самоцветный бульвар
- Сиреневый бульвар
- Тбилисский бульвар